# USAS American Mariner
USAS American Mariner était un navire océanographique de l' United States Navy de janvier 1959 au 30 septembre 1963. La Defense Advanced Research Projects Agency (DARPA) l'avait affecté au  DAMP Project (en) pour tenter de collecter des données de signature radar sur les missiles balistiques intercontinentaux entrants dans les Caraïbes, l’océan Atlantique sud et l’océan Indien. Ses premières opérations consistaient à fournir une piste radar sur le missile Atlas du constructeur américain Convair, en cours de développement. Par la suite, il a fourni des informations sur d’autres types de missiles au cours de leur développement et de leur phase opérationnelle.
Fixé en 1941 sous le nom de Liberty SS George Calvert (MC#20), il a d'abord été mis au service de l'United States Coast Guard comme navire-école TS American Mariner jusqu'en 1953, date à laquelle il a été placé en réserve. Après sa carrière dans l’Armée, il a été transféré à l’United States Air Force le 1er octobre 1963 et a été re-désigné USAFS American Mariner. Après son service dans la force aérienne, il a été transféré à l'United States Navy le 7 janvier 1964 et désigné USNS American Mariner (T-AGM-12). Sa mission n’a pas été fondamentalement modifiée à la suite du transfert de la gestion des navires. Le 1er janvier 1966, le navire fut rayé de la liste de la marine et renvoyé pour démolition. Le 1er octobre 1966, le titre de propriété du navire a été transféré à la Marine pour son démantèlement et plus tard dans le mois, il a été sabordé dans des eaux peu profondes dans la baie de Chesapeake à l’île de Smith dans le Maryland, pour être utilisé comme navire cible. Son épave se situe aux coordonnées géographiques 38° 02′ 25″ N, 76° 09′ 17″ O
Il semble avoir été le seul navire à avoir servi dans les garde-côtes américaines, l'armée américaine, l'US Air Force après avoir été construit pour servir la marine marchande américaine.

## Galerie

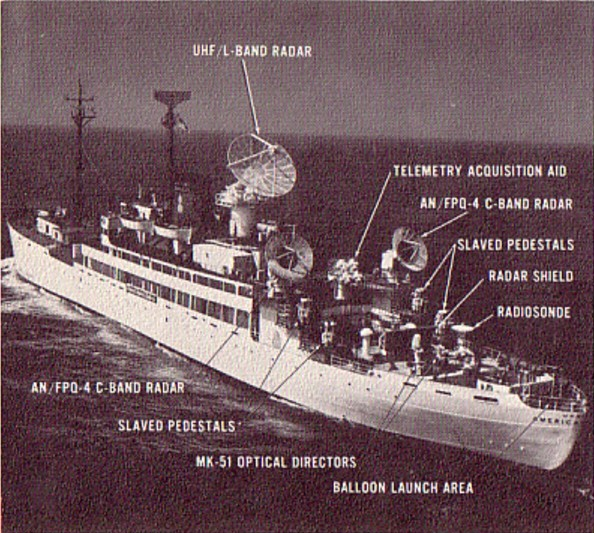
American Mariner (1964)
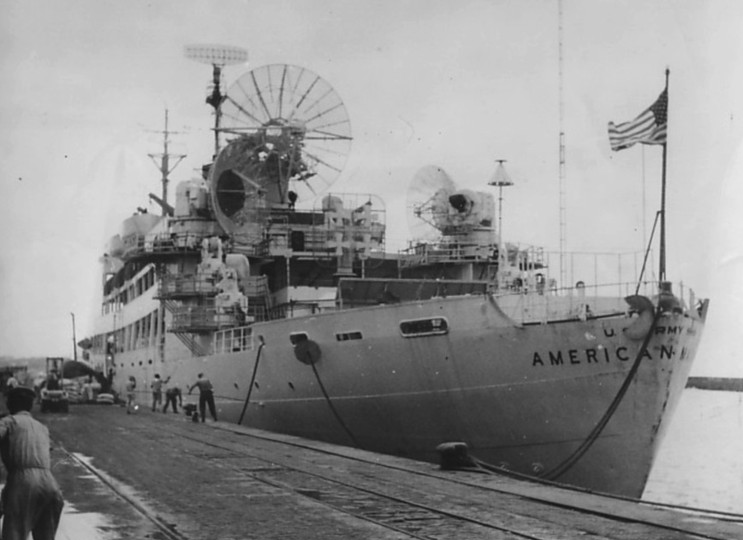
USAS American Mariner